# Omloop van de Fruitstreek
Der Omloop van de Fruitstreek war ein Straßenradrennen in Belgien und fand von 1953 bis 1976 statt. Es war ein Eintagesrennen für Berufsfahrer, das in Alken ausgetragen wurde. Das Rennen hatte 24 Austragungen.

## Palmarès
- 1953  Martin Van Geneugden
- 1954  nicht ausgetragen
- 1955  Jan Storms
- 1956  Willy Vannitsen
- 1957  Willy Vannitsen
- 1958  Leon Vandaele
- 1959  Petrus Oellibrandt
- 1960  Martin Van Geneugden
- 1961  Martin Van Geneugden
- 1962  Roger De Coninck
- 1963  Willy Vannitsen
- 1964  Jozef Verachtert
- 1965  Roger De Coninck
- 1966  Rik Van Looy
- 1967  Rik Van Looy
- 1968  Harry Steevens
- 1969  Walter Godefroot
- 1970  Frans Verbeeck
- 1971  Albert Van Vlierberghe
- 1972  Gustaaf Van Roosbroeck
- 1973  Marcel Omloop
- 1974  Jozef Abelshausen
- 1975  Geert Malfait
- 1976  Emiel Gysemans